# Хоссейн Ебрагіміян
Хосейн Ебрагіміян (перс. حسین ابراهیمیان, 15 березня 1933, Тегеран — 25 квітня 2022) — іранський борець вільного і греко-римського стилю.
Спочатку виступав у вільній боротьбі. На чемпіонаті світу 1957 виграв срібну медаль у напівлегкій вазі.
Потім почав виступати у греко-римській боротьбі. На чемпіонатах світу 1961, 1962 посів відповідно 6-те і 5-те місця.
На літніх Олімпійських іграх 1960 виступав у напівлегкій вазі. Після чотирьох перемог і однієї поразки посів шосте місце. Також виступав у легкій вазі на літніх Олімпійських іграх 1964. Після двох поразок вибув зі змагань.